# كأس إفريقيا للأندية البطلة 1983
كأس أفريقيا للأندية البطلة 1983.هي النسخة 19 من دوري أبطال أفريقيا.والمنظم لهذا الكأس هو الاتحاد الافريقي لكرة القدم. حيث يتكون من 36 من الفرق المتباريه.
توج نادي أشانتي كوتوكو الغاني بالكأس على حساب نادي الأهلي المصري.